# 馬克盧斯 (紐約州村)
馬克盧斯（英語：Marcellus）是位於美國紐約州奧農達加縣的村。

## 人口
根據2020年美國人口普查的數據，馬克盧斯的面積為1.66平方千米，皆為陸地。當地共有人口1745人，而人口密度為每平方千米1,051人。